# Johnny Alegre Affinity
Johnny Alegre Affinity – filipiński zespół jazzowy powstały w 2002 roku w Manili. Jego założycielami byli Johhny Alegre, Colby dela Calzada, Koko Bermejo, Elhmir Saison oraz Tots Tolentino. Ich pierwsza piosenka pt. Stones Of Intramuros – napisana przez Johnny'ego Alegre – trafiła na filipińską antologię jazzową Adobo Jazz Vol.1. Utwór wzbudził zainteresowanie brytyjskiej wytwórni płytowej Candid Records, która to postanowiła nawiązać współpracę z zespołem.

## Dyskografia
- 2005: Johnny Alegre AFFINITY lub Jazzhound
- 2008: Eastern Skies
- 2009: Johnny Alegre 3
- 2014: Stories